# نادي كورك سيتي
نادي كورك سيتي لكرة القدم (بالأيرلندية: Cumann Peile Chathair Chorcaí) هو نادي كرة قدم أيرلندي من مدينة كورك، تأسس سنة 1984. يلعب حالياً في دوري الدرجة الممتازة الأيرلندي.